# 鲁卢尔
鲁卢尔（法語：Roullours，法語發音：[ʁuluʁ] ⓘ）是法国卡尔瓦多斯省的一个旧市镇，属于维尔区。2016年1月1日，鲁卢尔与7个临近市镇合并为新市镇维尔诺曼底（Vire Normandie）。

## 地理
鲁卢尔（48°49'57"N, 0°50'24"W）面积13.15 平方千米，位于法国诺曼底大区卡爾瓦多斯省，该省份为法国西北部沿海省份，北濒大西洋英吉利海峡，东北与滨海塞纳省以海上边界相接，东临厄尔省，南至奧恩省，西与芒什省接壤。
与鲁卢尔接壤的市镇（或旧市镇、城区）包括：迈松塞勒拉茹尔当、圣日耳曼德塔勒旺德-拉朗德沃蒙、大特吕特梅尔、沃德里、维耶苏瓦、维尔、维尔诺曼底。

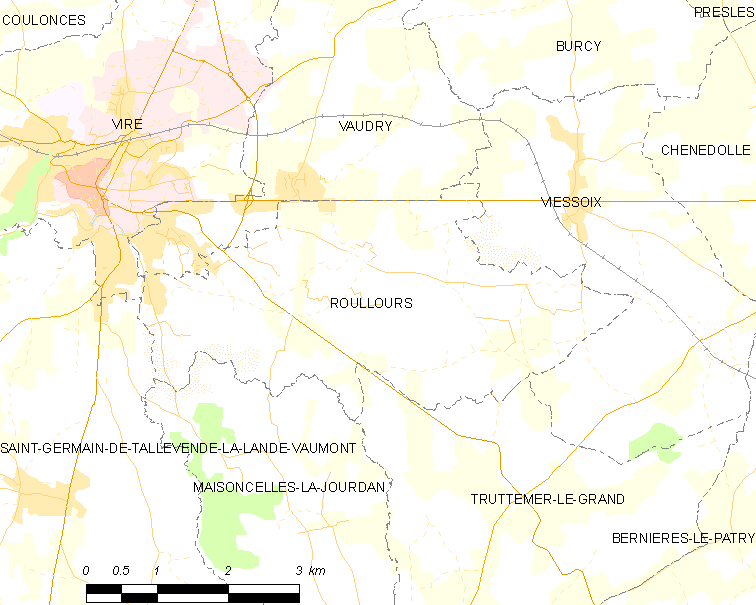
鲁卢尔的OSM定位图

鲁卢尔的时区为UTC+01:00、UTC+02:00（夏令时）。

## 行政
鲁卢尔的邮政编码为14500，INSEE市镇编码为14545。

## 政治
鲁卢尔所属的省级选区为维尔诺曼底县。

## 人口

1962-2008年间鲁卢尔人口变化图示

鲁卢尔于2018年1月1日时的人口数量为762人。